# Île Traiguen

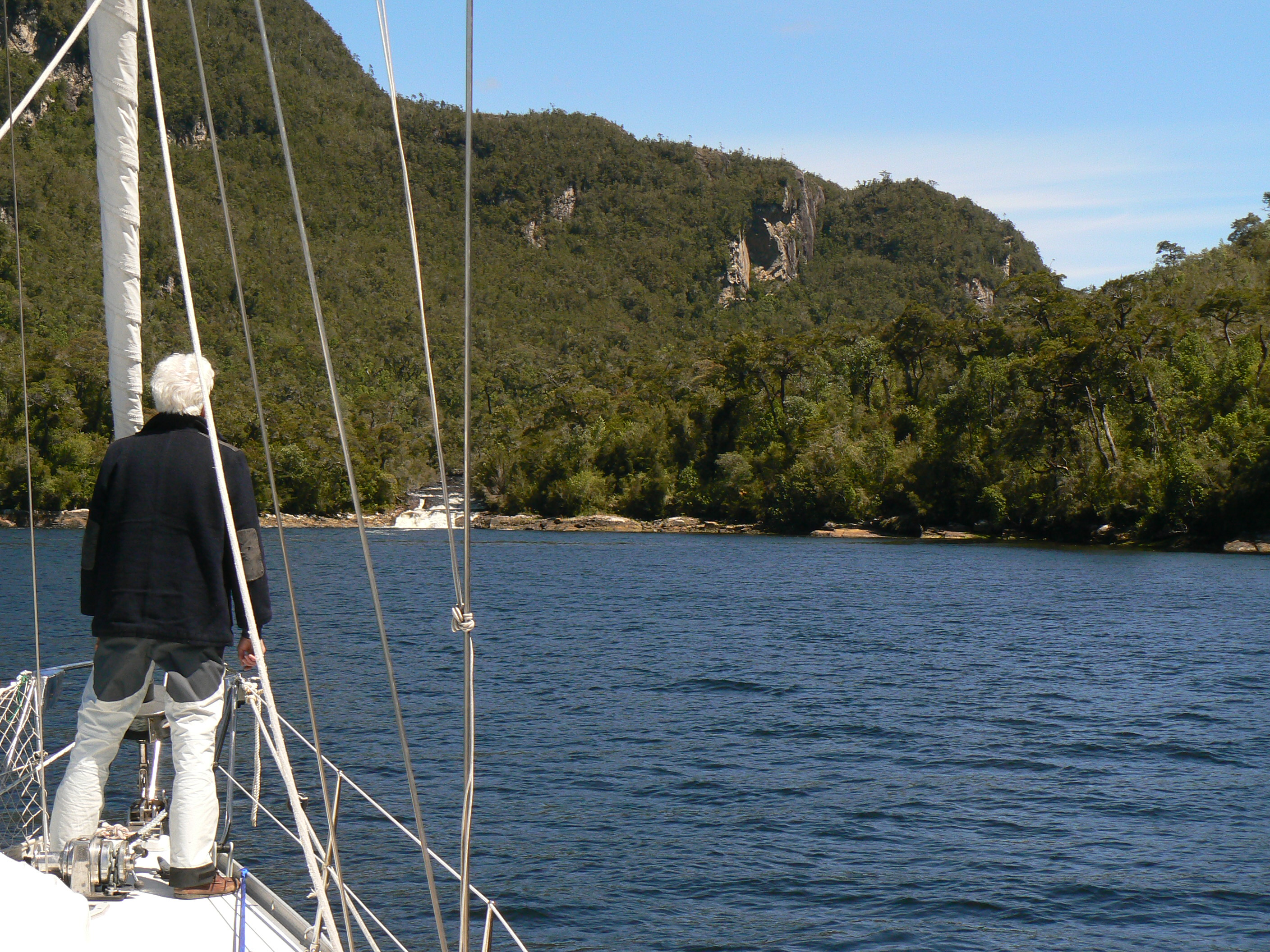

L’île Traiguen est une île de l'archipel de Chonos, au Chili. Sa superficie est de 520 km2.